# Couvent Saint-Boniface
Le couvent Saint-Boniface (Bonifatiuskloster) est un couvent catholique fondé en 1895 et situé en Allemagne à Hünfeld dans l'arrondissement de Fulda. C'est aujourd'hui  la maison-mère de la province d'Europe centrale des oblats de Marie-Immaculée fondée le 21 mai 2007. C'était auparavant le scolasticat (études de philosophie et de théologie) de la province d'Allemagne des oblats de Marie-Immaculée, supprimée en 2007.

## Historique
Hünfeld est la première fondation en 1895 de la nouvelle province des oblats germanophones de la congrégation cléricale missionnaire des oblats de Marie-Immaculée. Ceux-ci sont habituellement nommés « oblats de Hünfeld » (Hünfelder Oblaten) dans l'espace germanophone. L'architecte est celui de la cathédrale de Paderborn, Arnold Güldenpfennig. Les travaux sont terminés en 1900. Le couvent abrite alors le scolasticat des futurs oblats préparant à des études philosophiques et théologiques (dernières années d'études avant l'ordination), ainsi que le noviciat pour les plus jeunes. Au plus fort de son développement, le couvent abritait plus d'une centaine d'étudiants et une cinquantaine de Pères et de Frères. Il est agrandi en 1930. Les missionnaires étaient destinés surtout à l'Afrique, à l'Amérique du Sud et à l'Europe centrale. 
Le régime national-socialiste ferme le couvent en 1941 et expulse les oblats. Il y retournent en 1946, après la guerre. Le Père Josef Metzler y a enseigné dans les années 1950.
En 1971, le noviciat et le scolasticat ferment à cause de la crise des vocations et le couvent sert à des séjours d'exercices spirituels, de retraites spirituelles et de conférences. Au milieu des années 1970, un noviciat renouvelé dans son organisation y est installé et en 1983 une maison de retraite et de soins pour les oblats âgés.
En 2003, le bureau de la Jeunesse des OMI (OMI-Jugendbüro) y est ouvert, chargé de coordonner le travail des jeunes des maisons d'Europe centrale. En 2007, il abrite la nouvelle administration de la province d'Europe centrale regroupant les anciennes provinces d'Allemagne, d'Autriche et de Tchécoslovaquie.
En 2012, le couvent accueille un évêque à la retraite, trente-sept Pères et Frères oblats, quatre scolastiques et quatre postulants. C'est un centre spirituel qui reçoit treize mille retraitants par an. Les Pères sont engagés dans des missions auprès des paroisses, des hôpitaux et des prisons et organisent les exercices spirituels du diocèse de Fulda. Les Frères s'occupent des tâches matérielles et des retraites et conférences spirituelles.

## Architecture
Le couvent est construit en style néoroman breton. Les vitraux, œuvre d'Agnes Mann, illustrent la vie de saint Boniface, apôtre des Germains.
L'autel est moderne, selon les préceptes de la réforme liturgique des années 1970 et se trouve au milieu du chœur. L'ambon est en forme de volumen avec deux sceaux. Sur l'un d'eux, on remarque un ange avec un charbon ardent rappelant la prophétie d'Isaïe. Le second sceau représente Eugène de Mazenod (1782-1861), fondateur de la congrégation.
Trois verrières de l'abside représentent les quatre Évangélistes selon l'Apocalypse: le lion, le bœuf, l'homme et l'aigle. Celle du milieu représente l'Agneau de Dieu symbolisant le Christ. 
L'église conventuelle possède quatre autels latéraux néoromans, consacrés à sainte Élisabeth de Thuringe, saint Antoine de Padoue, saint Joseph et à sainte Thérèse d'Avila. Elle possède aussi une relique de la Sainte Croix offerte par la princesse Anne d'Hesse.
Le sacrement de la réconciliation est donné pour ceux qui le souhaitent.
Le couvent abrite aussi une chapelle privée qui peut recevoir quatre-vingts personnes.

## Source
- (de) Cet article est partiellement ou en totalité issu de l’article de Wikipédia en allemand intitulé « Bonifatiuskloster (Hünfeld) » (voir la liste des auteurs).